# Venus från Vinča
Venus från Vinča är en figurin från neolitikum, som hittats i Serbien. 
Venus från Vinča är gjord i keramik som varit ockrafärgad och är omkring 6 000 år gammal. Den har en ett fågelhuvud på en kvinnokropp, och händerna kan möjligen ha hållit i vingar.
Venusfigurinen har hittats på boplatsen Vinča utanför Belgrad i Serbien.